# トミー・ピープルズ
トミー・ピープルズ（Tommy Peoples、1948年 - 2018年8月3日）は、ドニゴールスタイルのアイリッシュフィドル奏者。いくつかのアイリッシュチューンの作者でもある。
彼はアイルランド ドニゴール県 セント・ジョンストン（en:St. Johnston）の近くで生まれた。1691やボシー・バンドといったいくつもの有名なアイルランド音楽グループへの参加経験を持ち、一方で1960年代後半からソロ活動で知られる。彼の演奏は東ドニゴール独特のスタイルである。
1960年代に警察官として勤務するためダブリンに移った後、続いてクレア県に移り、キルフェノラ・ケイリー・バンドで長年リーダーを務めたキティー・リネン（Kitty Linnane）の娘、メアリー・リネン（Mary Linnane）と結婚し、晩年は出身地セント・ジョンストンに住んでいた。娘のシボン・ピープルズ（Siobhán Peoples）も著名なフィドル奏者である。
1998年、アイルランド語のTV局 TG4が新しく創設した 'グラダム・キョール(Gradam Ceoil) TG4' にて初代のトラディショナル・ミュージシャン・オヴ・ジ・イヤー（Traditional musician of the year）を受賞。
2013年にはやはりグラダム・キョールにてコンポーザー・オヴ・ジ・イヤー（Traditional musician of the year）を受賞。グラダム・キョールで初めて二度受賞した人物となる。
ドニゴール県バリーボッフィーのベイラー芸術文化センター（The Balor Arts Centre）にてTraditional Musician In Residenceに就いていた。

## ディスコグラフィー
ソロ
- An Exciting Session with One of Ireland's Leading Traditional Fiddlers (1976年)
- A Traditional Experience with Tommy Peoples: A Master Irish Traditional Fiddle Player (1976年)
- The Iron Man (1985年)
- Fiddler's Fancy: Fifty Irish Fiddle Tunes Collected and Performed by the Irish Fiddle Legend (1986年)
- Traditional Irish Music Played on the Fiddle (1982年録音、1993年リリース)
- The Quiet Glen/An Gleann Ciuin (1998年)
- Waiting for a Call (2003年)
- Recorded at Fiddler’s Hearth (2005年録音、2016年リリース)

ボシー・バンド
- The Bothy Band (1975年)

ポール・ブレイディとの共演
- The High Part of the Road (1976年)
- Welcome Here Kind Stranger (1978年) 2009年リマスター [4トラックのみ参加]

マット・モロイ、ポール・ブレイディとの共演
- Matt Molloy . Paul Brady . Tommy Peoples (1977年)

## 著書
- Ó Am go hAm – From Time to Time: Tutor (2015年)